# 横山真人
横山 真人（よこやま まさと、1963年10月19日 - 2018年7月26日）は、オウム真理教元幹部・元死刑囚。神奈川県出身。ホーリーネームはヴァジラ・ヴァッリィヤ。

## 人物
横山は教団内でのステージは師長だったが、地下鉄サリン事件3日前に正悟師に昇格した。教団が省庁制を採用した後は科学技術省次官の一人となる。
地下鉄サリン事件の実行犯の1人。横山がサリンを散布した車両では死者を出さなかったが、大量殺傷事件の共同正犯として裁かれ、2007年に死刑が確定した。

## 来歴
神奈川県伊勢原市で、市役所職員の次男として生まれる。大人しく無口な子供で、少年時代は剣道や美術に熱中していた。1982年4月、県立高校を経て東海大学工学部応用物理学科に入学。平塚市の湘南キャンパスで学び、太陽電池などのクリーンエネルギー開発を専攻した。在学中は、いつもTシャツにジーンズ姿で通し、友人たちとの会話では聞き役だった。1986年4月、大学卒業後に沖電線へ就職。佐波郡の独身寮から通勤し、群馬県の工場で産業用ロボットの設計を担当する。社内報では「趣味は絵画と剣道で、血液型はB型」と自己紹介した。まもなく職場が変わり、電話機・FAXの接続部品の設計・製造にあたったが「自分の製作した機械が導入されることによって合理化でリストラが行われるのでは」などと考え、漠然と生きることに対する虚しさを覚える様になる。

## 入信・出家の経緯
1988年2月、書店で手に取った麻原彰晃の著書『マハーヤーナ・スートラ』をその日のうちに読破し感銘を受ける。「何よりも興味を持ったのは、著者自身がそこに書かれていることの体験者だということ。経験できないものは、どんなに素晴らしいことが書かれていても意味がない」「父親が公務員ということもあり、育った家庭環境から、宗教への偏見があったような気がする」、横山はそれまで宗教に対して、良い印象を持っていなかったが麻原の著書を読んでその偏見がひっくり返った。翌日にはオウム本を大量に購入し、「本屋でオウムの本を見た。俺にはあれだ」と、『マハーヤーナ・スートラ』を読んでから僅か1週間後に世田谷区赤堤の東京本部へ行き入信する。1989年2月には、会社の同僚に「真理を追究することに、自己の生きる価値があると感じたから」「私は（教団内で）偉くなりたい。それには土・日だけの修行では足りない」と語り、25歳で退職した。
1989年5月15日、オウム真理教に出家。家族には「人類を救うために」と話したが、納得してもらえなかったことから「話し合っても仕方ない」と、親子の縁を切った。

## 出家後
「出家してからの修行は瞑想が中心であり、その目的は、最終的に解脱し悟りの境地に達することだった。1日の修行時間は人によって違うけれども、私の場合は長い時で24時間、短い時でゼロだった」、出家後の生活は、睡眠や食事が辛うじて生存に必要な程度に抑えられた異常なものだったが、横山は解脱と悟りを得ることを第一の目標とし黙々と受け入れていた。
教団内部では、出家して以来一貫して他人に対して穏やかで寛容に接し、自分の修行については極めて厳しく打ち込む、それに対して何ら弱音を吐いたり不平を漏らしたりしない人物として信頼されていた。
機械班に所属し、機械の修理や、ビラ配りロボット、ホバークラフトの作成をしていた。村井秀夫や渡部和実の運転手もしていたが、教団の武装化路線に伴い、AK-74自動小銃の製造を任された（自動小銃密造事件）。のちに地下鉄サリン事件で共犯になる広瀬健一、豊田亨と共に行ったが、世間話も一切しないで作業に取り組んでいた。人付き合いを好まず与えられた作業に篭りがちで、信徒に話しかけられても愛想笑いもしないほど真面目だったという。
1994年5月ごろ、キリストのイニシエーションを受ける。逮捕後に取調官に聞かされるまで、LSDが使われていたことにまったく気付かなかった。また、新聞も読まずTVも観ない生活を送っていた為、逮捕されるまで松本サリン事件があったことも知らなかった。自分の所属する科学技術省の次官が誰かさえも知らなかった。

## 犯罪への関与・逮捕
地下鉄サリン事件では、営団地下鉄丸ノ内線荻窪発池袋行き列車でのサリン散布実行犯となった。
「強制捜査を阻止するために警察官を狙う」と言われていたのに、いざ丸ノ内線に乗車すると、周りの乗客は本来狙うはずだった警察官でなくごく普通のサラリーマンばかりで「なぜ普通の人たちにサリンを撒かないといけないのだろうか」と疑問に思ったという。結果的にサリン1袋しか穴をあけることができず、横山がサリンを散布した車両では約200人の重傷者を出したが、唯一死者を出さなかった。
1995年5月16日、麻原とともに上九一色村の教団施設で逮捕。
地下鉄サリン事件、自動小銃密造事件で起訴される。捜査段階の初期には「逃げ出したい気持ちになった」と心境を吐露していたが、取調官から麻原の写真を踏まさせられたこと、取調官に暴行され歯が折れたことから次第に黙秘するようになった。

## 逮捕後
横山の証言によると、逮捕直後から警視庁荏原警察署の取調室で3人の警察官によって取り調べを受けた。そこで横山が「弁護士が来るまで黙秘します」と告げると、警察官の1人が「ふざけた態度をとるなよ」と罵倒をはじめ、丸めた新聞紙とプラスチックの30cm定規で、横山の胸、頭、肩、みぞおち部分を叩いた。更に、取調官は横山の座った椅子を横から蹴り、壁に叩きつけ「人殺し!」と怒鳴ったあと、再度、定規や新聞紙で叩き、その日の取り調べの最後は横山を立たせたまま行った。
その翌日は、厳しい口調でやはり「人殺し!」と怒鳴りながら、横山の正面に座った取調官が机を前に押し出して、壁との間に横山の身体を押し挟むようにした。その時に、机の脚が横山の右足の親指にあたり、爪が一部剥がれ内出血した。
翌々日は、座っていた横山の胸ぐらを取調官が掴み、無理矢理立ち上がらせると壁に押し付けた。横山は耳に痛みを感じ瞬間的に口を閉じたが、下から突き上げられるように2度殴られた。横山はその際の様子を公判で「顎が麻酔をかけられたみたいに痺れて、血がブクブクと溢れてきて、それをゴクゴク飲んでいた」。「殴られた瞬間、血がドクドク出てくるので、飲み込むのに一生懸命で、しばらくしてアメを舐めてるみたいにジャリジャリしてきて、房に入ってみると、口の中から歯が3本出てきました」と語っている。その後、暴行に加担した警官は逮捕されている。

## 裁判
警察の厳しい取り調べに抗議し「このような暴力に屈して話をするような私ではありません、ここにはだれも信用できる人はいません、もう今後は一切しゃべりたくありません」として、地下鉄サリン事件実行犯の中でただ一人、詳細な証言を拒否。裁判のごく初期を除き、弁護人や検事の質問に下を向いたままひたすら無言を貫いた。弁護人が被害者への謝罪や反省を陳述書につづるよう求めた際も、かたくなに拒んだ。
1997年1月31日 東京地裁・第24回公判では横山は終始号泣し、殆ど証言できなかった。
オウム真理教犯罪被害者支援基金に贖罪として300万円寄付。
死刑を求刑された後の最終弁論でようやく、「犯した罪を逃れようとは全く考えていません。刑罰を受け入れる覚悟はできています」とメモを読みながら消え入るような声で語った。
1999年9月30日の第一審では、地下鉄サリン事件では横山がサリンを散布した車両では死者を出さなかったが、地下鉄サリン散布計画の内容全体を熟知し関与したことを裁判所は重視し、地下鉄サリン事件全体の関与者の一人として殺人罪が適用され、オウムへの帰依心を表明していたこともあって、死刑判決を受けた。一審判決後、弁護団に「死刑の方が被害者に納得してもらえる」と述べた。
2003年5月19日の控訴審でも死刑判決を受けた。その後最高裁に上告。拘置所を訪れていた母親とは、一審、二審段階では話をせず、上告審以降は世間話には応じるようになった。
2007年7月20日に最高裁は上告を棄却、死刑が確定した。オウム真理教事件で死刑が確定するのは3人目である。地下鉄サリン事件の実行犯で死刑が確定したのは初めてであった。
横山が担当した車両では1人も死者を出さなかったにもかかわらず死刑判決を受けたことについて、中川智正は後年、横山が口下手で法廷で殆ど話さなかったことが影響した、と述べている。

## その他
2003年、横山の接見禁止が解除されたことから、麻原の四女、松本聡香と交流を始める。当初は「（死刑を）想像してしまって怖い」と語っていた。
2006年9月頃、横山は一時的に面会を一切拒否していたが、四女に勧められて家族との面会に応じるようになった。この頃は、以前と別人と思えるほど話をする様になっていた。家族に対しては死刑への覚悟を示していたという。

## 死刑確定後
「誰にどう伝えても、理解してもらうことはできない」と、確定後も事件について語ることは殆どなかった。
2010年3月、弁護人による再三の説得に応じ、東京地裁に第一次再審請求を申し立てる（死刑執行当時は棄却決定を不服として東京高裁に即時抗告中だった）。
2018年1月に高橋克也の無期懲役判決確定によりオウム事件の刑事裁判が終結した。同年3月14日までは横山を含めてオウム真理教事件の死刑囚13人全員が東京拘置所に収監されていたが、オウム裁判終結に伴い麻原彰晃を除く死刑囚12人のうち7人が死刑執行設備を持つほかの5拘置所（宮城刑務所仙台拘置支所・名古屋拘置所・大阪拘置所・広島拘置所・福岡拘置所）へ移送された。横山は同日付で岡﨑一明とともに名古屋拘置所に移送された。
2018年7月6日、麻原彰晃こと松本智津夫ら7名の死刑が執行される。
2018年7月13日、収容先の名古屋拘置所で弁護人と面会。「次、いつ（死刑執行が）あってもおかしくないよね」と話した弁護人に、横山はにこにこしながら「そうですよね」と応じた。弁護人は「受け入れる準備ができていると思った」と語っている。
2018年7月26日に死刑が執行された。実家の1歳上の兄が遺骨を引き取った。54歳没。

## 人物評
- 「とても真面目な人」－加城千波(弁護士)[31]
- 「沈黙の男」[3]
- 「超が付くほどマジメ」－早坂武禮(元オウム自治省次官)[41]
- 「自分に与えられた作業を黙々とやる、非常に誠実で実直な先輩」－元サマナ[5]
- 「明るくて話しやすい、紳士的な穏やかな感じの人、ワークには黙々と努力するタイプ」－元サマナ[5]
- 「真面目で責任感が強く、不平不満を言わない、頼れる存在」－元サマナ[5]
- 「消極的な性格であるが、好きなことには熱中し友人とも深く長い付き合いをするタイプ」－父親[5]
- 「横山さんはサリンの入った二つの袋のうち一つしか開けられませんでした。裁判では、それは偶然だという結論でしたが、私にはそうは思えません。被害者の方には申し訳ありませんが、横山さんの"優しさ"があったから袋に穴を開けられなかったのだと思うのです」－松本聡香[42]
- 「他の誰よりも幼稚で甘えん坊。不器用。感情に飲み込まれて、自分の世界の中に引きこもってしまう。口下手」－青沼陽一郎[43]
- 「人付き合いが苦手で口が堅く、いかにもまじめな技術者という感じ」－元教団幹部[44]
- 「生来口べたで、自分の意思を表現することが不得手」[45]
- 「寡黙」、「緊張しやすく何か言おうとするとかえって言葉を失ってしまう」[46]
- 「口下手」－中川智正[47]

### 関連書籍
- 年報・死刑廃止編集委員会『オウム死刑囚からあなたへ 年報・死刑廃止2018』インパクト出版会、2018年10月25日。ISBN 978-4755402883。

## 関連事件
- 自動小銃密造事件
- 地下鉄サリン事件
- オウム真理教事件